# Жадан, Николай Артемьевич
Николай Артемьевич Жадан (1895—1970-е) — украинский колхозник, подаривший во время Великой Отечественной войны самолёт, построенный на его средства.

## Биография
Родился в 1895 году в крестьянской семье.
До революции батрачил. Был призван в царскую армию, попал в авиацию. Летал мотористом на самолёте «Илья Муромец». В феврале 1917 года во время авиационной катастрофы получил тяжёлое увечье. Только в 1920 году встал на ноги и сразу же пошёл добровольцем в Красную Армию, участвовал в разгроме белогвардейцев и иностранных интервентов.
После Гражданской войны работал на разных должностях, увлёкся пчеловодством. В начале Великой Отечественной войны при бомбёжке был ранен. Находился в фашистской оккупации, после освобождения Харьковщины решил помочь Красной Армии в разгроме гитлеровских захватчиков — после освобождения родного села активно включился в колхозные дела. Восстановил колхозную пасеку и свою личную. В 1943 году, во время хорошего медосбора много мёду Жадан подарил госпиталям. За мёд приобрел и самолёт. В 1943 году он передал самолёт «Ил-2» летчику, герою Советского Союза — Макарову З. И., на фюзеляже самолёта была надпись: «От колхозника Харьковской области Н. А. Жадана». На этом самолёте Зосим Исаакович совершил 45 успешных боевых вылетов.
Командир соединения генерал Н. П. Каманин написал тогда Н. А. Жадану:

«Николай Артемьевич! Боевой самолёт, приобретённый Вами на свои трудовые сбережения, получен нами и передан лучшему боевому лётчику — Герою Советского Союза, трижды орденоносцу Гвардии капитану Зосиму Исааковичу Макарову.
Трудно выразить свою радость и небывалый подъём наших соколов, вызванные получением Вашего самолёта. В Вашем лице мы видим желание всего советского народа отдать все свои силы на дело окончательного разгрома ненавистного врага…
В свою очередь заверяем Вас, Николай Артемьевич, что Ваше доверие оправдаем с честью в боях за нашу Советскую Родину. 30.05.1944 г.»
— 
Между Макаровым и Жаданом началась переписка. Главный маршал авиации А. А. Новиков, командующий ВВС, разрешил Макарову вылететь в Харьков для встречи с колхозником Жаданом. Капитан Макаров на своём штурмовике рано утром взлетел и вскоре приземлился на харьковском аэродроме. Самолёт привлёк внимание собравшихся людей, среди которых был и Николай Артемьевич Жадан. После митинга Жадан и его земляки увезли Макарова в свой Печенежский район, где радушно встретили лётчика в райцентре — селе Артёмовка.